# Conchoeciinae
Conchoeciinae is een onderfamilie van kreeftachtigen uit de klasse van de Ostracoda (mosselkreeftjes).

## Geslachten
- Alacia Poulsen, 1973
- Austrinoecia Chavtur & Angel, 2011
- Boroecia Poulsen, 1973
- Clausoecia Chavtur & Angel, 2011
- Conchoecetta Claus, 1890
- Conchoecia Dana, 1849
- Conchoecilla Claus, 1890
- Conchoecissa Claus, 1890
- Deeveyoecia Chavtur & Angel, 2011
- Discoconchoecia Martens, 1979
- Gaussicia Poulsen, 1973
- Juryoecia Chavtur & Angel, 2011
- Kyrtoecia Chavtur & Angel, 2011
- Loricoecia Poulsen, 1973
- Macroconchoecia
- Mamilloecia Graves, 2012
- Metaconchoecia Granata & Caporiacco, 1949
- Mikroconchoecia Claus, 1891
- Mollicia Poulsen, 1973
- Nasoecia Chavtur & Angel, 2011
- Obtusoecia Martens, 1979
- Orthoconchoecia Granata & Caporiacco, 1949
- Paraconchoecia Claus, 1891
- Paramollicia Poulsen, 1973
- Platyconchoecia Poulsen, 1973
- Porroecia Martens, 1979
- Proceroecia Kock, 1992
- Pseudoconchoecia Claus, 1891
- Rotundoecia Chavtur & Angel, 2011
- Vityazoecia Chavtur & Angel, 2011